# إيدي كابرون
إيدي كابرون (بالفرنسية: Eddy Capron)‏ هو لاعب كرة قدم فرنسي، ولد في 15 يناير 1971 في سان بيير ‏ في فرنسا. لعب مع ستاد رين ونادي سيدان ونادي لومان ونادي نانت.

## وصلات خارجية
- إيدي كابرون على موقع رابطة كرة القدم الفرنسية للمحترفين (الإنجليزية)
- إيدي كابرون على موقع قاعدة بيانات كرة القدم.إي يو (الإنجليزية)
- إيدي كابرون على موقع ليكيب (الفرنسية)